# اریک ترکهایمر
اریک ترکهایمر (انگلیسی: Eric Turkheimer؛  – ) روان‌شناس، و استاد دانشگاه اهل ایالات متحده آمریکا بود.